# Источни зец-валаби
Источни зец-валаби (лат. Lagorchestes leporides) је изумрла врста сисара торбара из породице кенгура и валабија (Macropodidae).

## Распрострањење
Ареал врсте је био ограничен на југоисточну Аустралију. 

## Станиште
Ранија станишта врсте су укључивала травну вегетацију, екосистеме ниских трава и шумске екосистеме.

## Угроженост
Ова врста је наведена као изумрла, што значи да нису познати живи примерци.